# Garveia laxa
Garveia laxa is een hydroïdpoliep uit de familie Bougainvilliidae. De poliep komt uit het geslacht Garveia. Garveia laxa werd in 1938 voor het eerst wetenschappelijk beschreven door Fraser. 